# Ferdinand Fränzl
Ferdinand Fränzl (20 mai 1767 à Schwetzingen – 27 octobre 1833 à Mannheim) est un violoniste et compositeur allemand, chef d'orchestre et directeur d'opéra. Il est un membre représentatif de l'école dite de Mannheim.
La qualité de son jeu de violon doit avoir été comparable à celle de son père, Ignaz Fränzl, qui était alors, l'un des meilleurs violonistes de sa génération. Cependant, le violoniste et compositeur Louis Spohr, qui l'a entendu au moins deux fois en 1810, juge le jeu de Fränzl ancien et lui rappelle une époque révolue ; Il a également critiqué le manque de justesse de Fränzl.

## Biographie
Le premier professeur de Franzl est son père, Ignaz Fränzl, un compositeur lui-même et l'un des violonistes les plus éminents de son époque. Ferdinand est entré dans l'orchestre de la cour de Mannheim en 1782. Et dès 1785, part pour sa première tournée de concerts.
Bien que déjà un virtuose accompli, Fränzl (probablement supervisé par son père) a terminé sa formation à Strasbourg avec des leçons en composition et en contrepoint avec François-Xavier Richter et Ignaz Pleyel. Les deux, aussi disparates qu'ils étaient, ont fait une bonne paire de professeurs pour le jeune Fränzl. Richter, probablement déjà professeur du père de Ferdinand Fränzl, est un contrapuntiste conservateur de la vieille école, très respecté pour sa musique sacrée. Pleyel, un élève de Haydn, était déjà compositeur renommée, dans la veine moderne de la musique de chambre et de la symphonie. Enfin, Fränzl ajoute une touche internationale à son éducation musicale à Paris (1787) et Bologne (1788).
En 1789, il est nommé premier violon de l'orchestre de la cour de Munich (successeur de l'orchestre de la cour de Mannheim). Après seulement deux ans à Munich, il déménage à Francfort (1792) où il assure le poste de concertmaster au théâtre national de Francfort. À la même période il entreprend une série de tournées en Angleterre et en Russie. En 1806, il succède à Carl Cannabich au poste de directeur de la musique instrumentale de l'orchestre de la cour de Munich.

## Fränzl vu par Spohr

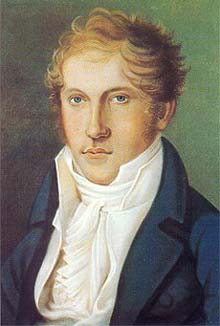
Louis Spohr (1805)

Louis Spohr, certainement compétent pour porter un jugement en matière de musique, rencontre Ferdinand Fränzl en Russie, au cours d'une de ses tournées de concerts, en mai 1802. Malgré quelques faibles tentatives éloges poli, l'impression de Spohr à propos de Fränzl est globalement négatif :

« Le meilleur violoniste alors à Saint-Pétersbourg était, sans aucun doute, Fränzl juniors. Il venait de Moscou où il avait été engagé pour six concerts à trois mille roubles. Sa position dans le jeu me déplut. Le journal dit : « Il tient le violon encore à la vieille manière, sur le côté droit de la pièce de queue ???? manche/caisse ???, et doit donc jouer avec sa tête penchée... Il faut ajouter qu'il avait le bras droit très haut et la mauvaise habitude de soulever ses sourcils aux passages expressifs. Si cela est désagréable pour la majorité des auditeurs, c'est aussi très désagréable au violoniste pour avoir un jeu pur et propre. Dans les mouvements Adagio, il exécute de nombreuses roulades, secousses et autres fioritures, avec une rare clarté et de la délicatesse. Mais dès qu'il a joué fort, son timbre était rude et désagréable, parce qu'il tire son archet trop lentement et trop près du pont et se penche trop de côté. Il a exécuté les passages clairement et purement, mais toujours avec le milieu de l'archet, par conséquent sans distinction du piano et du forte. »

Ceci est l'un des meilleurs compte-rendu, quoique tardif, que nous ayons du jeu de violon d'un représentant de l'école de Mannheim. Ce qu'écrit Spohr est d'autant plus convaincant qu'il était lui-même l'élève d'un violoniste de Mannheim. En outre, Spohr, en tant que premier violoniste allemand de la génération suivant celle de Ferdinand Fränzl, était aussi bon juge que n'importe qui venu pour apprécier le violon.